# 단계식 연소 사이클

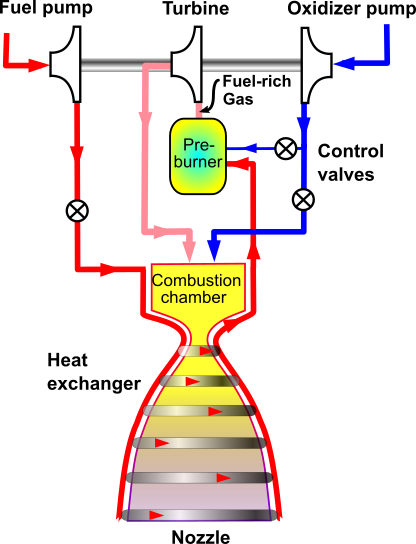
다단 연소 사이클의 모식도. 일부의 연료와 산화제를 연소시켜 펌프를 구동한다.

다단 연소 사이클 또는 단계식 연소 사이클은 로켓의 액체연료 공급 방식이다. 토핑 사이클(topping cycle), 프리 버너 사이클(pre-burner cycle)이라고도 불리며 나로호의 액체연료 공급방식이다.
추진제의 일부를 예연소기(프리버너)에서 미리 연소시켜 그 연소가스로 터보펌프를 구동시킨다. 이때 발생한 연소가스는 터보펌프로 가압된 추진제와 함께 주연소실로 보내져 연소된다.
추진제와 산화되는 연료라는 구성의 경우 예연소의 혼합비에 대해 연료 농후와 산화제 농후의 두가지 경우가 있다. 스페이스 셔틀의 엔진 SSME 등에서는 연료의 비율이 높은 연료 농후(SSME의 경우는 수소 농후)이며, 에네르기아의 부스터에 쓰이는 엔진 RD-170 등은 산화제의 비율이 높은 산화제 농후(이 경우는 산소 농후)이다. 산소 농후 쪽이 출력은 더 높지만, 고온의 산화성 가스에 엔진 내면이 노출되는 어려움이 있어 구소련~러시아 이외에는 실용화된 사례가 없다.
다단 연소 사이클이 우위라고 할 수 있는 점은, 모든 추진제가 주연소실에서 연소에 이용되어 엔진 전체로서의 비추력이 높은 것, 또 고압에서 연소시킬 수 있기 때문에 대기압에서도 효율이 좋은 고팽창비 노즐을 사용할 수 있는 것이다. 한편 부품 수가 많아져 개발이나 제조는 보다 어려워진다. 예연소기에서 발생되는 가스는 터보펌프를 구동시킨 뒤에도 주연소실보다도 높은 압력을 유지하고 있어야만 하기 때문에, 예연소기는 초고압으로 동작해야만 한다. 따라서 예연소기에 공급되는 추진제를 가압하는 터보펌프는 한층 고압에서 동작할 필요성이 생긴다. 이처럼 시스템 전체에 아주 높은 압력에서 동작할 것을 요구하는 것이 다단 연소 사이클 엔진의 개발이 어려운 가장 큰 이유이다.

## 전 유량 다단 연소 사이클

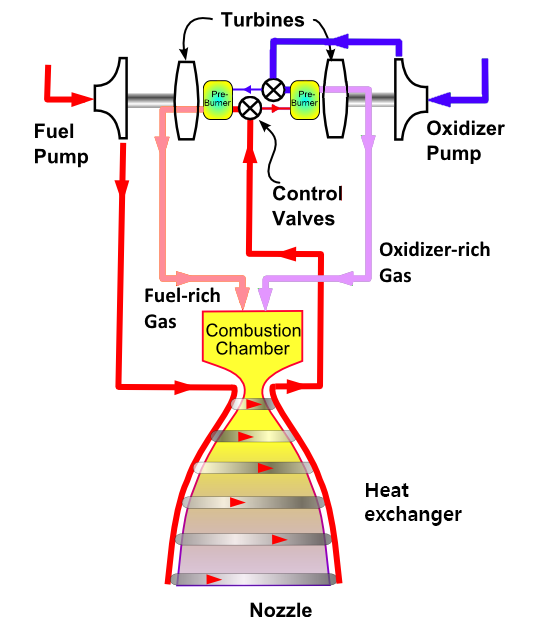
전 유량 다단 연소 사이클의 모식도. 빨간 반투명 사각형(두 개의 터빈 내측)이 예연소기로, 보통 다단 연소 사이클이 1개 뿐인 반면 FFSC는 2개인 것을 알 수 있다.

전 유량 다단 연소사이클(Full Flow Staged Combustion: FFSC)은 다단 연소 사이클의 일종이다. 예를 들면 위에서 서술한 것과 같은 다단 연소 사이클에서는 예연소기에서 연료 농후 가스가 생성되어, 산화제의 대부분은 터보펌프의 구동에 쓰이지 않고 주연소실로 공급된다. FFSC에서는 공급되는 연료와 산화제 전부가 터보펌프 구동에 쓰인다. 즉 연료 농후, 산화제 농후 양쪽의 가스가 모두 생성되어, 각각이 독립된 터보펌프의 구동에 쓰인다. 구동에 쓰인 가스는 주연소기로 공급되어 적절한 연소비율로 혼합된다.
FFSC에서는 터빈이 보다 낮은 온도에서 보다 많은 산화제를 공급할 수 있어, 엔진 수명 증대와 높은 신뢰성을 달성할 수 있다. 또 연소실의 압력을 높일 수 있으므로 효율 향상에도 기여한다. 또한 앞서 서술한 연결형 터보펌프에서 문제가 되는 연료와 산화제의 실링을 고려할 필요가 없다. 연료와 산화제 어느 쪽도 불완전연소 상태라는 것은 주연소실 안에서의 연소반응을 촉진시킨다는 의미로서 중요하다. 이것으로부터 종래의 단계식 연소 사이클에 비해 비추력을 10초~20초 정도 개선할 수 있다. (예 : RD-270 & RD-0244)
현재 FFSC는 미 공군의 로켓엔진 개발 프로젝트인 IPD(Integrated Powerhead Demonstrator)에서 연구중이다. 이 계획에서는 구소련이 1960년대에 개발한 달착륙용 로켓 RD-270의 기술이 쓰이고 있다.

## 단계식 연소 사이클을 사용하는 엔진
| 엔진명  | 대표 발사체              | 국가 (개발사)            | 연료     | 산화제        | 종류              | 비고            |
| ------- | ------------------------ | ------------------------ | -------- | ------------- | ----------------- | --------------- |
| RD-8    | 제니트                   | 소련 (유즈노예)          | RP-1     | 액체산소      | 산화제 농후       |                 |
| RD-253  | 프로톤                   | 소련 (에네르고마쉬)      | UDMH     | 사산화 이질소 | 산화제 농후       |                 |
| RD-270  | UR-700                   | 소련 (에네르고마쉬)      | UDMH     | 사산화 이질소 | 전 유량 다단 연소 |                 |
| NK-33   | N-1                      | 소련 (쿠즈네초프 설계국) | RP-1     | 액체산소      | 산화제 농후       |                 |
| AJ26-58 | 안타레스                 | 소련 (쿠즈네초프 설계국) | RP-1     | 액체산소      | 산화제 농후       | 개수된 NK-33    |
| RD-120  | 제니트 (2단)             | 소련 (에네르고마쉬)      | RP-1     | 액체산소      | 산화제 농후       |                 |
| RD-170  | 에네르기아 (측면 부스터) | 소련 (에네르고마쉬)      | RP-1     | 액체산소      | 산화제 농후       |                 |
| RD-171  | 제니트 (1단)             | 소련 (에네르고마쉬)      | RP-1     | 액체산소      | 산화제 농후       | RD-170의 파생형 |
| RD-180  | 아틀라스 V               | 러시아 (에네르고마쉬)    | RP-1     | 액체산소      | 산화제 농후       | RD-170의 파생형 |
| RD-191  | 앙가라                   | 러시아 (에네르고마쉬)    | RP-1     | 액체산소      | 산화제 농후       | RD-180의 파생형 |
| RD-151  | 나로호                   | 러시아 (에네르고마쉬)    | RP-1     | 액체산소      | 산화제 농후       | RD-191의 파생형 |
| RD-0120 | 에네르기아 (코어 부스터) | 소련 (KBKhA)             | RP-1     | 액체산소      | 연료 농후         |                 |
| RD-0124 | 소유즈-2.1b              | 러시아 (KBKhA)           | RP-1     | 액체산소      | 연료 농후         |                 |
| RS-25   | 우주 왕복선              | 미국 (로켓다인)          | 액체수소 | 액체산소      | 연료 농후         |                 |
| LE-7    | H-II                     | 일본 (JAXA)              | 액체수소 | 액체산소      | 연료 농후         |                 |
| LE-7A   | H-IIA, H-IIB             | 일본 (JAXA)              | 액체수소 | 액체산소      | 연료 농후         |                 |
| 랩터    | 스타쉽                   | 미국 (스페이스X)         | 메테인   | 액체산소      | 전 유량 다단 연소 |                 |

## 같이 보기
- 가압식 사이클
- 터보펌프식 사이클
  - 단계식 연소 사이클
  - 가스발생기 사이클
  - 팽창식 사이클